# Sulzbach (près Idar-Oberstein)
Pour les articles homonymes, voir Sulzbach.
Sulzbach est une municipalité allemande située dans le land de Rhénanie-Palatinat et l'arrondissement de Birkenfeld.